# Babygirl
Babygirl är en amerikansk kriminal- och thrillerfilm från 2024. Filmen är regisserad av Halina Reijn som även skrivit filmens manus.
Filmen premiärvisades på filmfestivalen i Venedig den 30 augusti 2024 och hade biopremiär i Sverige den 24 januari 2025.

## Handling
Filmen kretsar kring Romy som tycks ha det perfekta livet med VD-jobb, kärleksfull make och två döttrar. När hennes praktikant Samuel utmanar henne rasar fasaden snabbt.

## Rollista (i urval)
- Nicole Kidman – Romy
- Harris Dickinson – Samuel
- Antonio Banderas – Jacob
- Sophie Wilde – Esme
- Gaite Jansen – Hedda Scarlett
- Dolly Wells – terapeut